# Kallavesi

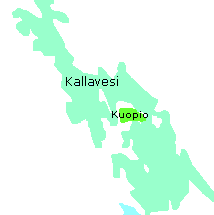
Lage des Sees Kallavesi und Kuopio

Der Kallavesi [ˈkɑlːɑvɛsi] ist ein See in der finnischen Region Savo. Mit einer Fläche von 478,1 km² ist er der größte See der Landschaft Nordsavo und der zehntgrößte See Finnlands. Der See befindet sich auf dem Gebiet der Stadt Kuopio und der Gemeinde Siilinjärvi. Das Stadtzentrum von Kuopio befindet sich auf einer Halbinsel im Kallavesi.
Zusammen mit den Seen Suvasvesi, Juurusvesi, Muuruvesi, Melavesi und Riistavesi bildet der Kallavesi ein 890 km² großes Seensystem, das als Iso-Kalla bekannt ist. Dieses wiederum ist Teil des weiten Gewässersystems, das durch den Vuoksi-Fluss entwässert wird.